# Mieczysław Więckowski

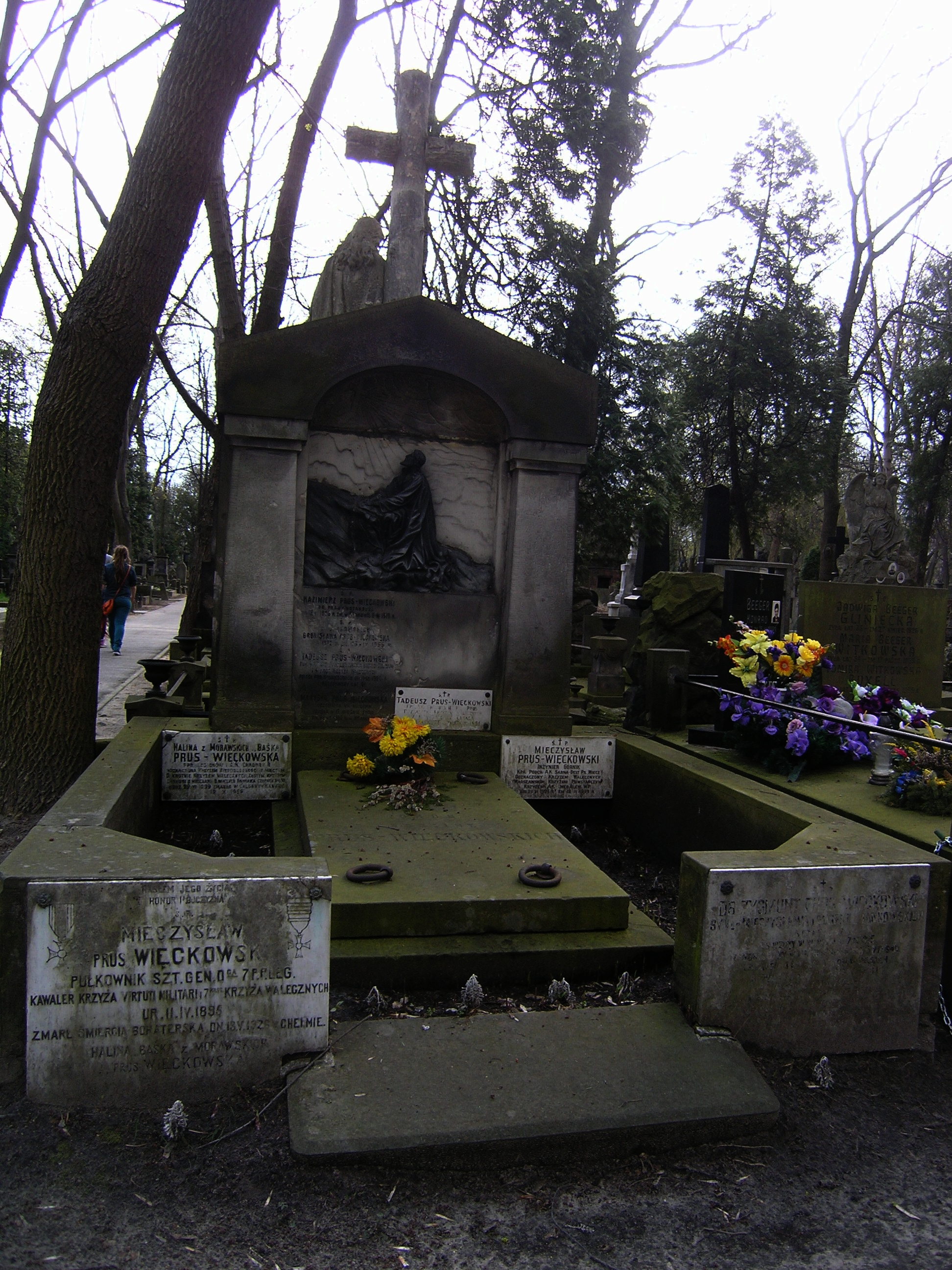
Grób pułkownika Mieczysława Więckowskiego na Starych Powązkach w Warszawie (stan na kwiecień 2012)

Mieczysław Nicefor Więckowski (ur. 11 kwietnia 1895 w Podgórzu, zm. 13 maja 1926 w Lublinie) – pułkownik Sztabu Generalnego Wojska Polskiego, kawaler Orderu Virtuti Militari.

## Dzieciństwo i młodość
Urodził się 11 kwietnia 1895 w ówczesnym Wolnym Królewskim Mieście Podgórze, w rodzinie Ferdynanda i Eugenii z domu Bartsch. Był młodszym bratem pułkownika dyplomowanego piechoty Erwina Emila Janusza (1894–1975).
W 1913 zdał egzamin maturalny w c. k. Gimnazjum III w Krakowie. Od 1910 roku pracował w uczniowskiej organizacji „Zarzewie”. Od samego początku w 1911 roku należał do Drużyn Strzeleckich, a od 1912 w Skautingu i Drużynach Polowych Sokoła. W styczniu 1913 roku został plutonowym IV plutonu II drużyny, a w marcu 1913 r. – instruktorem. Wkrótce ukończył kurs oficerski pod kierunkiem pułkownika Zygmunta Zielińskiego.

## I wojna światowa - Legiony Polskie, POW
Wybuch wojny zastał Więckowskiego na obozie wędrownym. Na wiadomość o tym natychmiast udał się do Krakowa i przeszedł ćwiczenia w VIII Drużynie Polskiego Sokoła Krakowskiego pod komendą ówczesnego majora Bolesława Roji. Otrzymał stopień chorążego. Oddziały Sokoła weszły w skład utworzonego 2 pułku piechoty Legionów Polskich jako II batalion. Razem z pułkiem 30 września 1914 roku wyruszył do walki w Karpaty jako dowódca II plutonu 7 kompanii. Przeszedł cały szlak bojowy uczestnicząc w bitwach: Krasfalu, Pasieczna, Nadwórna, Hwozd, Młotków, Zielona, Kosmacz, Okermeso, Kliwa. Po bitwie pod Młotkowem za dzielność został mianowany podporucznikiem. Ciężka zimowa kampania wykończyła słaby organizm Więckowskiego, który dostał tyfusu. Był leczony początkowo w szpitalu cholerycznym w Marmarosz Sziget, a potem w Wiedniu. W wyniku powikłań zaczął chorować na serce. Przy wypisie ze szpitala zakwalifikowany został jako niezdolny do służby wojskowej.
Pomimo słabego zdrowia 4 lipca 1915 roku stawił się w 4 pułku piechoty i został przydzielony do III baonu porucznika Edwarda Szarauca. Z 4 pułkiem przeszedł cały szlak bojowy uczestnicząc w bitwach: Majdan Borzechowski, Jastków i pościg do Majdanu Krasienińskiego (mianowany dowódcą 1 kompanii w miejsce rannego porucznika Bończy-Uzdowskiego. Następnie walczył pod Bartnikiem, Kozłówką, Kieszówką, Łysobykami i pozostałych bitwach i utarczkach na Lubelszczyźnie.
Uczestniczył w ciężkim marszu na Wołyń do Czeben nad Styrem, następnie w bitwach: Koszyszczami, Kostiuchnówka, Optową, Maniewicze, Gródek, Sitowicze, Rudka Miryńska.
Mieczysław Więckowski należał do najbardziej zdyscyplinowanych i walecznych żołnierzy pułku Mając zaledwie 21 lat został awansowany na kapitana (wrzesień 1916). Po kampanii na Wołyniu Więckowski na krótko został dowódcą batalionu II Obozu Szkolnego w Ostrowie.
W wyniku kryzysu przysięgowego (sierpień 1917) wrócił do 4 pułku, gdzie stał się jednym z głównych organizatorów oporu przeciwko złożeniu przysięgi. Po złożeniu oświadczenia, że przysięgi nie złoży, został 24 sierpnia 1917 roku zwolniony z Legionów. Wkrótce dostał rozkaz odprowadzenia swoich podwładnych (305 ludzi) do obozu internowania w Szczypiórnie. Chciał z nimi tam pozostać, ale rozkazem Komendy Legionów musiał natychmiast stawić się do Krakowa. Ze względu na zły stan zdrowia został zwolniony do cywila. Zapisał się na medycynę. W tym czasie działał i kładł podwaliny pod krakowskie POW. Został szefem sztabu Komendy Naczelnej nr 2 w Krakowie (Komendant mjr Władysław Bończa-Uzdowski), której podlegały okręgi: Kraków, Lwów, Podkarpacie. Kierował pracami organizacyjnymi w całej Małopolsce Zachodniej.

## Polska niepodległa
Po mobilizacji i zajęciu Krakowa przez Wojsko Polskie Więckowski powrócił do wojska, gdzie początkowo został mianowany Szefem Bezpieczeństwa, a potem dowódcą II batalionu 4 pułku piechoty Legionów. Wkrótce został przydzielony do Dowództwa Okręgu Krakowskiego na stanowisko Szefa Oddziału Operacyjnego. Gdy wybuchła wojna polsko-ukraińska, na własną prośbę dostał się do dowództwa „Wschód” do generała Rozwadowskiego jako oficer operacyjny. Wkrótce Więckowski został odwołany z zajmowanego stanowiska i przeniesiony do Warszawy najpierw na stanowisko referenta, potem szefa sekcji, wreszcie na szefa I Oddziału Naczelnego Dowództwa. W czasie Bitwy Warszawskiej prosił kilkakrotnie szefa sztabu o przeniesienie na front. Wkrótce na froncie zginął jego brat, porucznik 4 pułku piechoty Legionów Tadeusz Więckowski. Mieczysław znowu starał się o przeniesienie na front w celu odszukania zwłok i pomszczenia brata. Dowództwo kategorycznie odmówiło. Wkrótce Więckowski został mianowany w wieku 24 lat na stanowisko generała podporucznika (6 maja 1920 r.). Miał bezpośredni kontakt z Komendantem.
We wrześniu 1921 roku ukończył I Kurs Normalny Wyższej Szkoły Wojennej w Warszawie z wynikiem bardzo dobrym i pozytywną opinią dyrektora nauk, pułkownika Louisa Faury. Po kursie przydzielony został do Dowództwa Okręgu Korpusu Nr II w Lublinie na stanowisko zastępcy szefa sztabu. Wkrótce został szefem sztabu DOK II. W 1924 roku 29-letni Więckowski dostał pochwałę od Szefa Sztabu Generalnego i Inspektora Armii Nr V, a w listopadzie 1925 został dowódcą 7 pułku piechoty Legionów w Chełmie.
Obowiązki dowódcy pułku pełnił do przewrotu majowego. W wyniku sytuacji w państwie oraz mowy marszałka Wojciecha Trąmpczyńskiego, wysłał żołnierzy pułku na pomoc rządowi, sam zaś, aby uniknąć konieczności opowiedzenia się po którejkolwiek ze stron, postanowił odebrać sobie życie. Zmarł 13 maja 1926 roku w Wojskowym Szpitalu Okręgowym w Lublinie. Pochowany na cmentarzu Powązkowskim w Warszawie - kwatera 45 rząd 6, grób 1 i 2

## Ordery i odznaczenia
- Krzyż Srebrny Orderu Wojskowego Virtuti Militari nr 5226 – 28 lutego 1922[5]
- Krzyż Niepodległości z Mieczami – pośmiertnie, 22 kwietnia 1938[6]
- Krzyż Walecznych – siedmiokrotnie (po raz 1 i 2 w 1922)[7]
- Medal Pamiątkowy za Wojnę 1918–1921
- Medal Dziesięciolecia Odzyskanej Niepodległości
- Odznaka pamiątkowa Polskiej Organizacji Wojskowej
- Krzyż Legionowy